# 423

423(사백이십삼)은 422보다 크고 424보다 작은 자연수다.

## 수학
- 합성수로, 그 약수는 1, 3, 9, 47, 141, 423이다. 진약수의 합은 201이므로, 423은 부족수다.
- {\displaystyle 423\approx 10^{3}(\pi -e)} (OEIS의 수열 A073244)
- {\displaystyle 46^{2}-1}은 423으로 나누어떨어진다.

## 과학·기술
- NGC 423(영어판): 조각가자리 방향에 있는 렌즈형 은하.
- 소켓 423: 인텔의 CPU 소켓.

## 교통

### 철도
- 수도권 전철 4호선 충무로역의 역번호.

### 도로
- 일본 423번 국도(일본어판): 오사카부 오사카시 기타구에서 교토부 가메오카시까지 이어지는 일본의 국도.
- 현도 제423호선

## 군사
- U-423(영어판): 제2차 세계 대전에 사용된 나치 독일의 군용 잠수함.

## 문화유산
- 대한민국의 보물 제423호: 남원 신계리 마애여래좌상
- 대한민국의 사적 제423호: 이천 설봉산성

## 기타
- 날짜: 4월 23일
- 연도: 423년, 기원전 423년